# Dschyldyskan Dscholdoschewa
Dschyldyskan Aitibajewna Dscholdoschewa (kirgisisch Жылдызкан Айтибаевна Жолдошева; * 2. März 1960 in Kyrgys-Tschek, Rajon Kara-Suu, Oblus Osch, Kirgisistan) ist eine kirgisische Politikerin der Ata-Schurt Partei. Sie ist Mitglied des Dschogorku Kengesch und bezeichnet die gewaltsame Niederschlagung des Aufstands der Kirgisen 1916 gegen die zaristische russische Regierung durch das Militär als Völkermord.